# Lion Peugeot BP1 e B3P1
La 6 HP Type BP1 era un'autovettura di fascia bassa prodotta dalla Casa francese Lion-Peugeot tra il 1913 e il 1916. La vettura era basata su un progetto Bugatti, i cui diritti vennero venduti alla Casa del Leone Rampante per la sua produzione in serie.

## Profilo e storia

### L'antefatto: la BugattiTipo 19

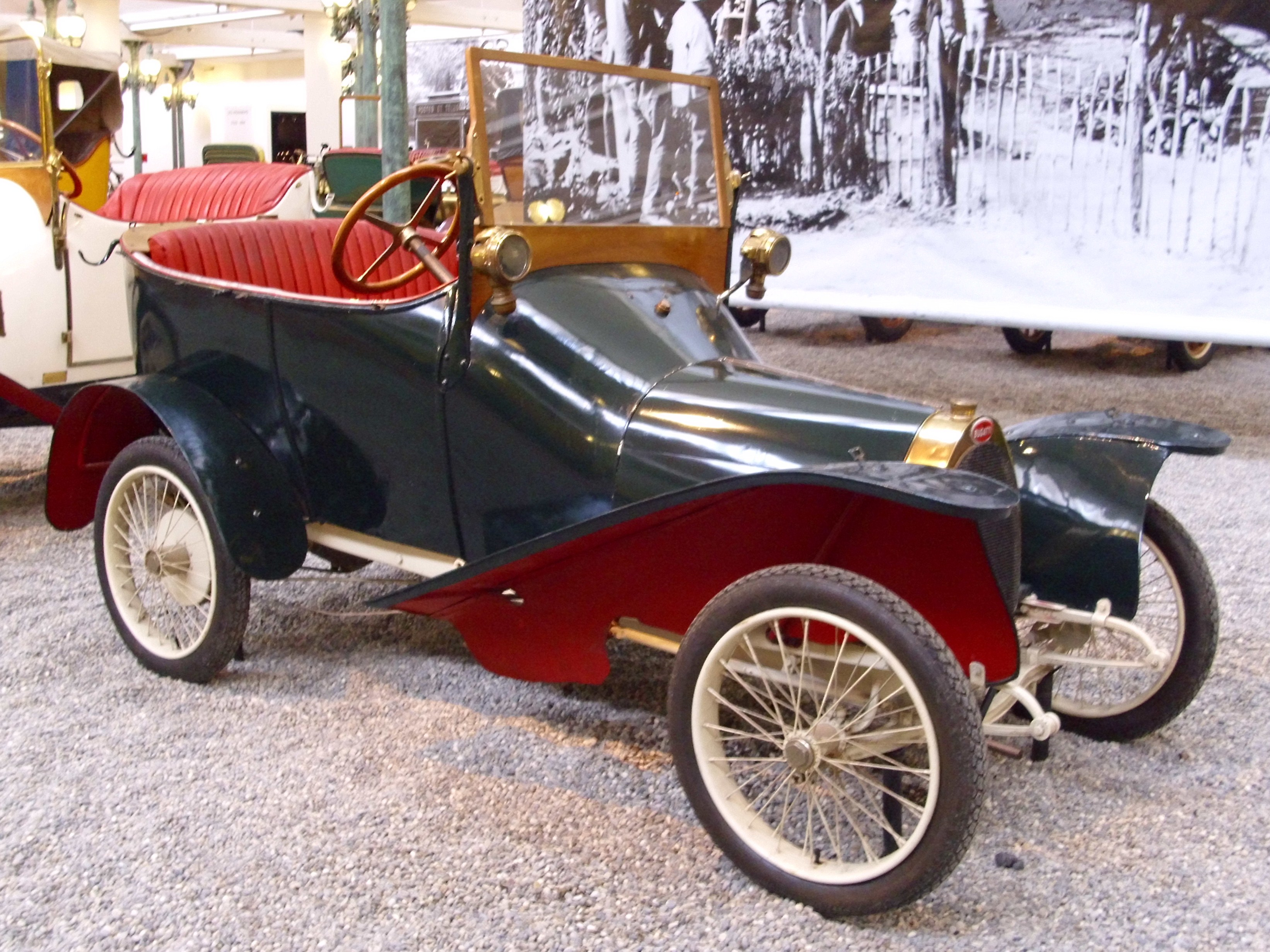
Bugatti Tipo 19

Nel 1911, nella fabbrica Bugatti di Molsheim il progettista Ernest Friedrich, persona di fiducia del patron Ettore Bugatti, terminò di realizzare un prototipo di vettura popolare biposto di fascia bassa destinata a ceti più umili rispetto a quelli a cui un'autovettura era stata destinata fino a quel momento. Questo prototipo, denominato Tipo 19, non fu però accettato da Ettore Bugatti come modello da sviluppare per una futura produzione in serie, in quanto riteneva che la Tipo 19 avrebbe rischiato di rubare clienti alla Tipo 13, lanciata da poco, sebbene in realtà non fossero esattamente della stessa fascia di mercato. Nemmeno la variante a quattro posti, denominata Tipo 20, fu accettata dal patron della casa di Molsheim. Ma Ettore Bugatti riconobbe comunque la validità del progetto e le sue potenzialità commerciali, pertanto ritenne opportuno cercare un costruttore intenzionato a rilevare il progetto per poterlo inserire nella propria gamma. Si rivolse dapprima alla Wanderer, che rifiutò perché era già in fase inoltrata il progetto relativo alla sua Puppchen, che sarebbe stata lanciata di lì a non molto. Di fronte al rifiuto della casa di Chemnitz, Ettore Bugatti si rivolse alla Peugeot, che aveva le sue fabbriche non lontano da Molsheim. La casa del Leone Rampante accettò la proposta: fresca di ricongiungimento con la Lion-Peugeot, che nel frattempo si era specializzata nella produzione di piccole vetture popolari, vide nella Tipo 19 la possibilità di arricchire la gamma dei suoi modelli di fascia bassa.

### DallaTipo 19allaBebé
Il progetto piacque ai vertici Peugeot perché la vettura avrebbe potuto riprendere il successo ottenuto nel 1905 dalla Type 69 "Bébé" e soddisfare quindi anche i bisogni dei ceti meno abbienti. La piccola vettura doveva essere prodotta con il marchio Lion-Peugeot, secondo gli accordi stretti tra Armand Peugeot, patron della Peugeot stessa, e i suoi nipoti Robert, Pierre e Jules, titolari della Les fils de Peugeot fréres, l'azienda che fino a pochi anni prima era dedicata solo alla produzione di biciclette, motociclette e utensileria in acciaio.
La vettura fu presentata nel dicembre 1912 al Salone di Parigi. Rispetto alla vecchia Bebé aveva poco a che spartire: la carrozzeria era molto liscia e avvolgente, caratteristiche dettate dal genio di Ettore Bugatti, e che verranno ritrovate su molte delle sue più famose vetture. Tra le particolarità pensate per contenere i costi di produzione vi era la presenza di un'unica portiera sinistra per l'accesso di conducente e passeggero.

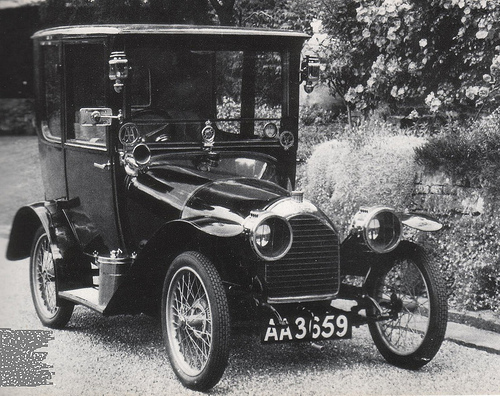
Una rara Peugeot Bebé berlina

Anche la 6HP Type BP1 divenne ben presto nota come Bébé, in assonanza al nomignolo attribuito alla precedente Type 69. La piccola vettura era una biposto lunga 2,62 metri, larga 1,23 e alta 1,56. Le sue caratteristiche riprendevano pedissequamente le specifiche della Tipo 19. Era quindi equipaggiata da un 4 cilindri in linea da 855 cm³, in grado di sviluppare una potenza massima di 10 CV a 2000 giri/min. Le prestazioni erano ovviamente modeste, ma in grado di soddisfare anche la clientela verso cui la "Bébé" era indirizzata. La velocità massima era di 60 km/h, ma lo spunto da fermo era sicuramente ottimo per l'epoca, dato il peso notevolmente ridotto (330 kg). Disponibile con cambio a 2 marce, la "Bébé" sarebbe stata in seguito disponibile anche nella versione Type B3P1, con cambio a 3 marce. Anche il prezzo di listino, di soli 4000 franchi, contro i 4600 della più economica tra le Renault di allora era un ottimo incentivo per il successo commerciale di questa vettura, successo che non tardò ad arrivare. Tra il 1913 e il 1916 ne furono prodotti 3095 esemplari. La brillante carriera commerciale della "Bébé" fu funestata nel 1915 dalla morte di Armand Peugeot, il fondatore dell'omonima Casa.
La Bébé fu tolta di produzione nel 1916, dopodiché, per una sua degna erede bisognerà attendere fino al 1920, anno in cui fu lanciata la Quadrilette.